# Миколай Бедрих
Миколай Бедрих, чи Бедрих,  з Бедриховець (? — 1441) — урядник в Українських землях Королівства Польського. Представник Свірчів гербу Сверчик — роду сілезького походження. Перший відомий каштелян Кам'янця-Подільського (згаданий у період з 11 жовтня 1438 по 5 липня 1441 року). Його батько Бедрих (Бедришко) у 1392 році отримав від князя Федора Коріятовича чотири села у Скальському (іноді — Червоногородському) повіті.

## Життєпис
Невідомо коли народився. У 1420 році на нього записали 40 гривень на пустиню Плоска( мова йшла про Плоскирів ( Хмельницький )). 2 вересня 1424 Витовт видав дві грамоти в м. Скалі, одну Миколі Бердиху, а іншу Кузю. Грамота була на обмін маєтками. З 1436/37 року був каштеляном Кам'янця-Подільського  . Це єдині згадки про Бердиха які дійшли до нашого часу. Невідомо коли і де помер. 